# Jewgeni Tarassow (Fußballspieler, 1985)
Jewgeni Tarassow (russisch Евгений Сергеевич Тарасов; * 16. April 1985 in Karaganda, Kasachische SSR) ist ein kasachischer Fußballspieler, der seit 2009 bei Schachtjor Qaraghandy in der Premjer-Liga unter Vertrag steht.

## Karriere

### Verein
Jewgeni Tarassow lernte das Fußballspielen bei Schachtjor Qaraghandy im Jahr 2002. Hier spielte er zunächst in der U-19-Mannschaft sowie der ersten Mannschaft. Zur Saison 2005 wechselte Tarassow zum Ligakonkurrenten Wostok Öskemen, für den er 85 Spiele absolvierte und dabei vier Tore erzielte.
Zur Saison 2009 wechselte er zurück zu seinem Heimatverein Schachtjor Qaraghandy. Während der Saison absolvierte er für Qaraghandy 16 Spiele und erzielte drei Tore. Als Drittplatzierter gelang ihm mit Qaraghandy damit die Qualifikation zur UEFA Europa League. Er kam am 1. Juli 2010 zum ersten Mal in der Europa League gegen Ruch Chorzów (1:2) zum Einsatz. In der Saison 2011 gelang ihm Qaraghandy der Gewinn der kasachischen Meisterschaft, wodurch der Verein in der folgenden Saison an der UEFA Champions League teilnehmen durfte. Sein Debüt im Wettbewerb gab er am 17. Juli 2012, als er gegen Slovan Liberec (1:1) eingewechselt wurde.
In der Saison 2013 brachte es Tarassow auf 23 Premjer-Ligapartien. Sein erstes Tor für seinen Verein nach dem Wechsel erzielte er dabei in der Begegnung mit dem FK Taras (3:0) am 24. April 2013. Neben dem erneuten Gewinn der kasachischen Meisterschaft traf Tarassow auch in der Champions League im Spiel gegen Maccabi Haifa (2:2) in der 45. Minute zum ersten Mal für seinen Verein.

### Nationalmannschaft
Tarassow absolvierte bisher Spiele für die kasachische U-19-Nationalmannschaft und U-21-Nationalmannschaft.

## Erfolge
- Kasachischer Meister: 2011, 2012
- Kasachischer Pokalsieger: 2013
- Kasachischer Fußball-Supercup: 2013